# Henrietta Szold
Henrietta Szold (Baltimore, 21 de diciembre de 1860-Jerusalén, 13 de febrero de 1945) fue una líder sionista estadounidense, fundadora de la organización Hadassah y confundadora de Ijud (1942), un partido político en el mandato británico de Palestina que proponía la solución de un Estado.

## Biografía
En 1859 el Rabí Benjamín Szold y Sofie Szold, ambos descendientes de alemanes, dejaron Hungría con destino a Baltimore. Se radicaron en una congregación fundada por descendientes alemanes en 1853 de corte reformista llamada Oheb Shalom (Amor de Paz) donde el rabí enseñaba. El Rabí Szold también trabajó para la liberación de los negros esclavos y en una ocasión se entrevistó con el presidente Abraham Lincoln para solicitar y evitar la pena de muerte a un condenado. Fungió como rabí hasta 1892 cuando la sinagoga se mudó de lugar.
El 21 de diciembre de 1860, apenas un año después de la llegada del Rabi Szold y su esposa a los Estados Unidos, en Baltimore, Maryland, nace Henrietta Szold siendo la mayor de 8 hermanas. El hogar en que nació siempre estuvo influenciado por la literatura. Su padre era un hombre de vasta cultura y erudición. En casa, el idioma alemán era prevalente, y se dice que a la edad de 8 años ya la pequeña Henrietta fue capaz de leer "Hermann und Dorothea" de Goethe en su idioma original. Su padre se refería a ella como “su hijo mayor”. Él personalmente le enseñó a Henrietta que el judaísmo se trataba no solo de una religión, sino una forma de vida, en que las personas se ayudaban unas a otras. Durante su infancia recibió clases de su padre y posteriormente en la Western Female High School de la cual se graduó en 1877. Dominaba perfectamente el inglés, alemán francés y hebreo. Después de graduarse, encontró tiempo para ser corresponsal en el New York Jewish Messenger firmando sus artículos con el seudónimo de “Sulamith”. Sin embargo, su profesión era maestra, enseñando por 15 años en la Mrs. Adam's School y en la escuela religiosa de la sinagoga donde era líder espiritual su padre.
En 1888 y los años que le siguieron Henrietta se encargó de recibir y educar a los judíos inmigrantes rusos que venían huyendo de la Rusia zarista preparándolos para su inserción y adaptación en Estados Unidos. Para ello fundó la primera escuela nocturna de Estados Unidos con este fin. Comenzó la primera clase con apenas 30 alumnos, en el cursar de los años se convirtió en una escuela regular, enseñando inglés, matemáticas y otras asignaturas a miles de inmigrantes no solo de origen ruso. Finalmente, la ciudad de Baltimore se hizo cargo de la escuela.
El 3 de junio de 1888, después de dos intentos fallidos un pequeño grupo de judíos futuristas fundaron el “Jewish Publication Society of America” con el objetivo de publicar y fomentar libros sobre temas judíos. Durante la segunda reunión del comité ejecutivo sostenida el 19 de agosto de 1888, se constituyó oficialmente el “Comité de Publicación”. Lo integraban hombres como el juez Mayer Sulzberger, Rev. Dr. Marcus Jastrow, Rev. Dr. Joseph Krauskopf, Rev. Dr. B. Felsenthal, de Chicago, y Dr. Cyrus Adler, entre otros. Asimismo, fue elegida como miembro del comité Henrietta Szold, la primera y única mujer que ha estado en semejante posición, apenas contaba con 27 años de edad. En el mismo sirvió desde su fundación en 1888 hasta 1931 cuando sus deberes en Palestina requirieron todo su esfuerzo y dedicación. Durante su permanencia en la “Jewish Publication Society of America” Henrietta Szold se convirtió en la Secretaria Editorial de la organización debido a sus vastos conocimientos en literatura y lingüísticos además de su disciplina férrea que la hacían insustituible en esta labor, trasladándose de Baltimore a Filadelfia donde la “Jewish Publication Society of America” radicaba. En su puesto de secretaria del Comité Editorial, sirvió desde 1893 hasta 1916, trabajando por 23 años como editor, traductor y compilador de varias publicaciones.
En 1898 es elegida por la Federación de Sionistas Americanos como miembro de su comité ejecutivo siendo la única mujer en alcanzar tal distinción.
En 1903, después del fallecimiento de su padre, se muda junto a su madre a Nueva York, en Morningside Heights en el alto Manhattan justo frente al nuevo edificio del recién organizado Seminario Teológico Judío. Solomon Schechter, conocido mundialmente por el estudio de la geniza de la Sinagoga del Cairo había asumido el liderazgo académico del seminario. Schechter había coincidido con Henrietta en 1895 y había quedado impresionado con sus conocimientos. Después de grandes dificultades, Schechter la aceptó como estudiante especial en el seminario para estudios de hebreo y Talmud. Esto significaba que podía recibir todas las clases y conferencias, pero no podía graduarse. A pesar de ello se ganó el respeto de sus compañeros y claustro profesoral. Se dice que realizó todos estos estudios como parte de su preparación para ser editora, pero también sentía que era necesario para organizar y terminar los manuscritos iniciados por su padre, tarea esta que nunca terminó.
El año 1909 y ya con 49 años significó un cambio importante para ella orientando su trabajo futuro en Palestina y el Ishuv. Después de recuperarse de una enfermedad atribuida por algunos a un gran esfuerzo de trabajo y relacionada por otros por una ruptura amorosa, se tomó unas vacaciones de 6 meses. Su familia decidió que sería bueno para ella un viaje por Europa. En el mismo año recibió de los directivos de la Jewish Publication Society una suma de dinero que le permitió extender su viaje junto a su madre a Palestina. Aun cuando Palestina no le era totalmente desconocida a Szold, estar físicamente ahí, visitar los lugares santos, conocer las nuevas generaciones de judíos, así como sus instituciones tuvo un gran impacto en su futuro. Quedó impresionada entre la belleza del lugar, así como las miserias y enfermedades que padecían gran parte de la población. Entre sus visitas estuvo la escuela de Damas de Jaffa donde admiró lo bien organizada y el aspecto apuesto y saludable de las estudiantes. Esto le hizo contrastar con los niños afuera, especialmente aquellos que padecían enfermedades oculares. El director de la escuela, en respuesta a su pregunta le dijo de forma categórica “nadie cuida por ellos”. Su propia madre fue la inspiradora cuando le dijo que ese era un magnífico lugar para un trabajo social a realizar por las mujeres de su círculo sionista. Para ese momento, en sus 50 año comenzó una nueva etapa de su vida. En 1912 con la ayuda del Rabí Judah L. Magnes, su pequeño grupo de 36 mujeres unidas en 1907 se convirtió en el núcleo de la actual organización Hadassah, formando parte de la Organización Sionista Femenina de América con el principio de promover el sionismo y proporcionar servicios médicos a la Tierra Santa. La ayuda financiera vino del gran filántropo Nathan Straus y su esposa, además de la Comunidad Judía de Chicago pudiéndose enviar las dos primeras enfermeras entrenadas para tratar tracoma y casos de maternidad. Ellas eran Rose Kaplan y Rachel Landy.
El 1 de diciembre de 1915 envió su carta de resignación a la “Jewish Publication Society of America”, y ya en los inicios de 1916 la misma se hizo oficial, sin embargo los nexos entre ella y la sociedad nunca fueron rotos. Mucho después, en 1940 la sociedad la invitó a que aceptara el cargo de Vicepresidenta honoraria que ella aceptó, además de participar como voluntaria en una traducción de la Biblia Hebrea que permaneció largo tiempo en preparación. En 1916 su madre muere siendo bien conocida la anécdota en que la misma Henrietta pronuncia un Kadish por su madre, en contra de los cánones ortodoxos de la época. En el mismo año Henrietta se convierte en la líder del departamento de educación de la Federación de Sionistas Americanos.
En 1917 Justice Louis Brandeis, el presidente del Provisional Zionist Committee de la Federación de Sionistas Americanos, encomendó a Szold la organización de la primera unidad médica americana sionista para ayudar a la población de Palestina. Aunque se preparó ese año, no fue posible y hubo que es esperar al siguiente en que se inició el mandato británico para que pudiera ser enviada. Innumerables han sido las instituciones fundadas bajo la organización Hadassa incluyendo un hospital, una escuela de enfermería y una escuela médica, sin considerar siquiera la religión o credo de los pacientes. Siempre esto ha sido una guía en su actuar. Lo anterior hizo que se recibiera desde los primeros momentos con beneplácito por parte de toda la población.
En 1926 Henrietta abandona Hadassa y se convierte en Presidenta Honoraria. En 1927 los sionistas la eligieron como uno de los tres miembros del Comité Ejecutivo Palestino de la Organización Sionista Mundial, la primera mujer en ocupar esta posición. En 1930 se hace cargo del departamento de Bienestar Social de la Organización Sionista Mundial.
Para 1933, cuando el nazismo dominaba Alemania y ya a la edad de 73 años, Henrietta Zsold se hizo cargo del rescate de niños alemanes tal como había hecho 50 años atrás con la recepción de los judíos europeos. Se creó el programa de “Alia Juvenil”, originalmente llamado “Freier's Jewish Youth Aid” en 1934, para enviar niños de un orfanato en Berlín directamente a Palestina. El programa fue tomado por Hadassa en 1935, durante el primer año se pensaba reunir 30.000 dólares para este fin, y llegaron a la suma de 125.000, ejemplo del interés que generaba este tipo de programas y de la reputación de Hadassa. Se estima que más de 22.000 niños fueron rescatados de la Alemania nazi por esta organización.
In 1944 Miss Szold recibió el grado honorario de Doctor de Humanidades de la Universidad de Boston. Desde Jerusalén, ya con 84 años, transmitió un mensaje radial agradeciendo tan alto honor. Sin lugar a dudas Henrietta Szold era modesta y una maestra por naturaleza. Siempre estuvo rodeada de gente joven a pesar de su edad. Acostumbraba decir que “cuando ustedes hablan de la guerra se refieren a la guerra mundial, pero cuando yo digo guerra me refiero a la guerra civil.” Como reconocimiento a todos sus esfuerzos suele llamársele “La madre del Ishuv”.
El 13 de febrero de 1945, meses antes de concluir la Segunda Guerra Mundial y 3 años antes de la fundación del estado de Israel, a la edad de 84 años muere Henrietta Szold en el Hospital Hadassa el mismo que ayudó a construir debido a complicaciones cardiovasculares y respiratorias. Según el calendario hebreo era un 30 de Shvat, fecha que en lo adelante se tomaría en Israel para la celebración del Día de las Madres. Su cuerpo fue depositado en el cementerio del Monte de los Olivos en Jerusalén. Entre 1948 y 1867, el Monte de los Olivos estuvo intervenido por la ocupación jordana. Cuando se recuperó en 1967 después de la Guerra de los 6 días, el director de Hadassa, Kalman Mann y un grupo de rabinos fue al cementerio para ver la condición en que se encontraba la sepultura, y donde debía se encontraba la tumba, se encontraron con una calle pavimentada. Usando un viejo mapa se pudo identificar la misma, restaurándose y reinaugurándose nuevamente.
En múltiples ocasiones Szold y Hadassa han sido reconocidos numismáticamente por el Estado de Israel.